# Кисельов Василь Олексійович
Кисельо́в Васи́ль Олексі́йович — український політик, кандидат економічних наук (2001), член Партії регіонів (з 03.2001 по 09.2009); ВР України, член фракції Партії регіонів (з 11.2007), заступник голови Комітету з питань Регламенту, депутатської етики та забезпечення діяльності Верховної Ради України (з 12.2007), член Спеціальної контрольної комісії ВР України з питань приватизації (з 12.2007); голова Крим. респ. відд. Партії регіонів (з 03.2001); член Політради Партії регіонів.

## Біографія
Народився 25 вересня 1948 (м. Златоуст, Челябінська область, Російська РФСР); росіянин; батько Олексій Дмитрович (1912—1988); мати Галина Романівна (1925—2002); дружина Марія Василівна (1949) — пенс.; син Роман (1972) — службовець банку; дочка Людмила (1983).
Освіта: Уманський сільсько-господарський інститут (1966—1972), вчений-агроном, «Плодоовочівництво та виноградарство»; кандидатська дисертація «Менеджмент виробничої діяльності сільськогосподарських підприємств в умовах ринку» (інститут аграрної економіки УААН, 2001).
Народний депутат України 6-го скликання з 11.2007 від Партії регіонів, № 35 в списку. На час виборів: нар. деп. України, член ПР. Уповноваж. пред. фракції Партії регіонів (з 11.2007).
Народний депутат України 5-го скликання 04.2006-11.07 від Партії регіонів, № 34 в списку. На час виборів: 1-й заступник голови ВР АР Крим, член ПР. член фракції Партії регіонів (05.-09.2006), 1-й заступник гол. фракції Партії регіонів (з 09.2006), заст. гол. Комітету з питань Регламенту, депутатської етики та забезпечення діяльності Верховної Ради України (з 07.2006).
04.2002 кандидат в народні депутати України від блоку «За єдину Україну!», № 112 в списку. На час виборів: начальник управління Департаменту з питань адміністрування акцизного збору та контролю за виробництвом та оборотом підакцизних товарів податкової адміністрації, член Партії регіонів.
1965-67 — робітник, Шполянський райпромкомбінат. 1967-72 — студент, Уманський сільсько-господарський інститут. 1972-73 — технолог консервного заводу, колгосп «Дружба народів» Красноґвардійського району. 1973-74 — служба в армії. З 02.1972 — ст. технолог, з 02.1975 — зав. виробництва, з 03.1983 — заступник голови, з 12.1987 — голова, колгосп (агрофірма, СТОВ) «Дружба народів» Красноґвардійського району Крим. обл. З 09.1996 — очолив парламент. коаліцію «Депутати проти злочинності і корупції», 10.1996-02.97 — Голова, ВР АР Крим. 08 лютого 1997-29 червня 99 — Пост. Представник Президента України в АР Крим. 06.1999-03.2000 — заст. Міністра, Мін-во агропром. комплексу України. 2000-09.01 — в.о. заступник голови, РМ АР Крим. 2001-02 — начальник регіонального упр. Департаменту з питань адміністрування акцизного збору та контролю за виробництвом та оборотом підакцизних товарів, Держ. податкова адмін. в АР Крим. 2002-06 — 1-й заступник Голови, ВР АР Крим. Деп. АР Крим (1990—2006).

## Розрив з партією регіонів
У серпні 2009 року в кримському відділенні Партії регіонів стався розкол: один з її лідерів, Василь Кисельов, звинуватив керівництво Криму в корупції і в вересні покинув партію. Слідом за ним про вихід з Партії регіонів заявили лідери Російської громади Криму (РГК). Українські ЗМІ пов'язували цей демарш через конфлікт Кисельова з кримським спікером Анатолієм Гриценком та депутатом ВР АРК від блоку «За Януковича», членом партії регіонів Олександром Мельником, якого Василь Кисельов звинуватив в тому, що той є лідером організованої злочинної групи «Сейлем». Сам Кисельов заявив, що покинув партію через те, що Янукович віддав владу в Криму криміналітету.

## Нагороди, відзнаки
Заслужений працівник сільського господарства України (1995). Орден «За заслуги» III (09.1998), II ст. (09.2003). Держ. службовець 1-го рангу (05.1997).
- Орден «За заслуги» I ст. (24 серпня 2012) — за значний особистий внесок у соціально-економічний, науково-технічний, культурно-освітній розвиток Української держави, вагомі трудові здобутки, багаторічну сумлінну працю та з нагоди 21-ї річниці незалежності України[5]

## Захоплення
Захоплення: мисливство, рибальство, книги.

## Діяльність
27 квітня 2010 року голосував за ратифікацію угоди Януковича — Медведєва, тобто за продовження перебування ЧФ Росії на території України до 2042 р.